# Pniel
Pniel è un centro abitato sudafricano situato nella municipalità distrettuale di Cape Winelands nella provincia del Capo Occidentale.
Il nome è di derivazione biblica e sarebbe un riferimento al luogo in cui Giacobbe lottò con Dio, significando "volto di Dio".

## Geografia fisica
Il piccolo centro sorge a circa 10 chilometri a est di Stellenbosch e a circa 50 chilometri a est di Città del Capo.